# Tryavna (huyện)
Tryavna là một huyện thuộc tỉnh Gabrovo, Bungaria. Dân số thời điểm năm 2001 là 14391 người.